# Idillio

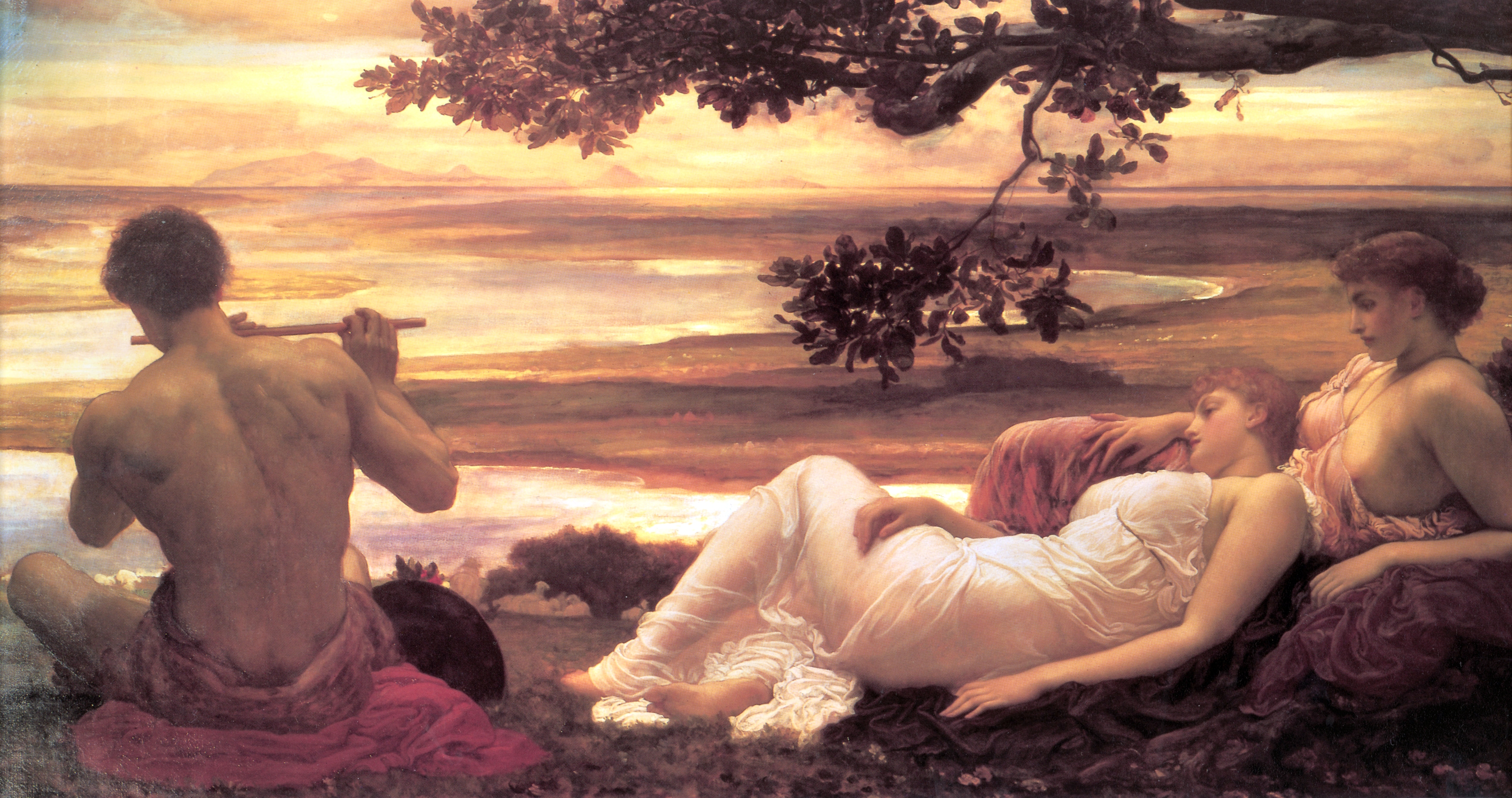
Idillio (1880 circa), dipinto storico generalmente rappresentativo di una poesia "idilliaca", realizzato dal pittore vittoriano Sir Frederic Leighton.

L'idillio è un componimento poetico di brevi dimensioni, con spiccate caratteristiche soggettive.
Il nome deriva dal greco antico εἰδύλλιον, diminutivo di εἶδος = immagine, e quindi quadretto o bozzetto. Fu usato per la prima volta, forse, dal grammatico Artemidoro di Tarso per definire i carmi scritti da Teocrito nel III secolo a.C.
Una parte dei testi di Teocrito (ovvero i carmi I e III-XI) presenta un'ambientazione pastorale, che poi per estensione è stata considerata una caratteristica dell'idillio, o del "carme bucolico".
Nella letteratura italiana, l'aggettivo "idillico" si usa per definire espressioni poetiche (per esempio nella poesia lirica di modello petrarchesco, nella Gerusalemme liberata o nella favola pastorale Aminta di Torquato Tasso) che presentano un'ambientazione naturale svolta in toni idealizzati, come mondo di pace e armonia contrapposto alla realtà.
In epoca moderna sei poesie di Leopardi, composte negli anni 1819-21, vennero dall'autore stesso definite idilli come si vede chiaramente nei manoscritti; in seguito il critico De Sanctis attribuì lo stesso nome, preceduto dall'aggettivo "grandi", ai Canti composti negli anni 1829-31 nei quali riconobbe caratteri affini a quelli dei "primi" o "piccoli" idilli. Con Leopardi, comunque, l'idillio viene a perdere ogni legame con il modello ellenistico e bucolico e diventa un genere in cui esprimere la propria interiorità traendo spunto da una contemplazione del mondo naturale. Infatti, in un appunto dei Disegni letterari (1828) il poeta scrive: «idilli esprimenti situazioni, affezioni, avventure storiche del mio animo».